# American Journal of Archaeology
American Journal of Archaeology (AJA) is een wetenschappelijk tijdschrift uitgegeven door het Archaeological Institute of America. De artikelen hebben hoofdzakelijk betrekking op archeologisch onderzoek met betrekking op het oude Nabije Oosten en de klassieke oudheid alsook andere archeologische disciplines. Het tijdschrift wordt al sinds 1897 uitgegeven en is een voortzetting van The American Journal of Archaeology and of the History of the Fine Arts dat door het Archaeological Institute of America in 1885 was opgericht. Recente publicaties van belang in dit tijdschrift waren onder meer de verslagen van kolonel Matthew Bogdanos van het US Army met betrekking tot de plundering van het Nationaal Museum van Irak en de daaropvolgende inspanningen om de gestolen goederen terug te vinden.
De huidige hoofdredactrice is Naomi Norman, professor klassieke talen aan de University of Georgia.